# Lettera al successo
Lettera al successo è il secondo album del rapper italiano Fred De Palma, pubblicato il 10 giugno 2014 dall'etichetta Roccia Music.

## Tracce
1. Intro - 1:42
2. Non ero io - 3:27
3. Rodeo (feat. Gué Pequeno) - 3:38
4. Para all night - 3:23
5. Fai cisti (feat. Ensi e Shade) - 3:20
6. Sparirò - 3:20
7. Lettera al successo - 3:42
8. Fino alle 6 - 3:03
9. Muovi il mondo (feat. Marracash) - 4:13
10. Carillon - 3:28
11. Notte da cafoni (feat. Achille Lauro) - 3:29
12. Usain Bolt (feat. Dirty) - 2:39
13. Conto i passi (feat. Luchè) - 3:05
14. Non mi batte neanche il cuore (feat. MadMan) - 3:13
15. Sparirò (remix) - 3:09
16. Fai cisti (remix) (feat. Ensi e Shade) - 3:23
17. Lettera al successo (orchestra remix) - 3:58

## Classifiche
| Classifica (2014) | Posizione massima |
| ----------------- | ----------------- |
| Italia            | 35                |